# Freshfields

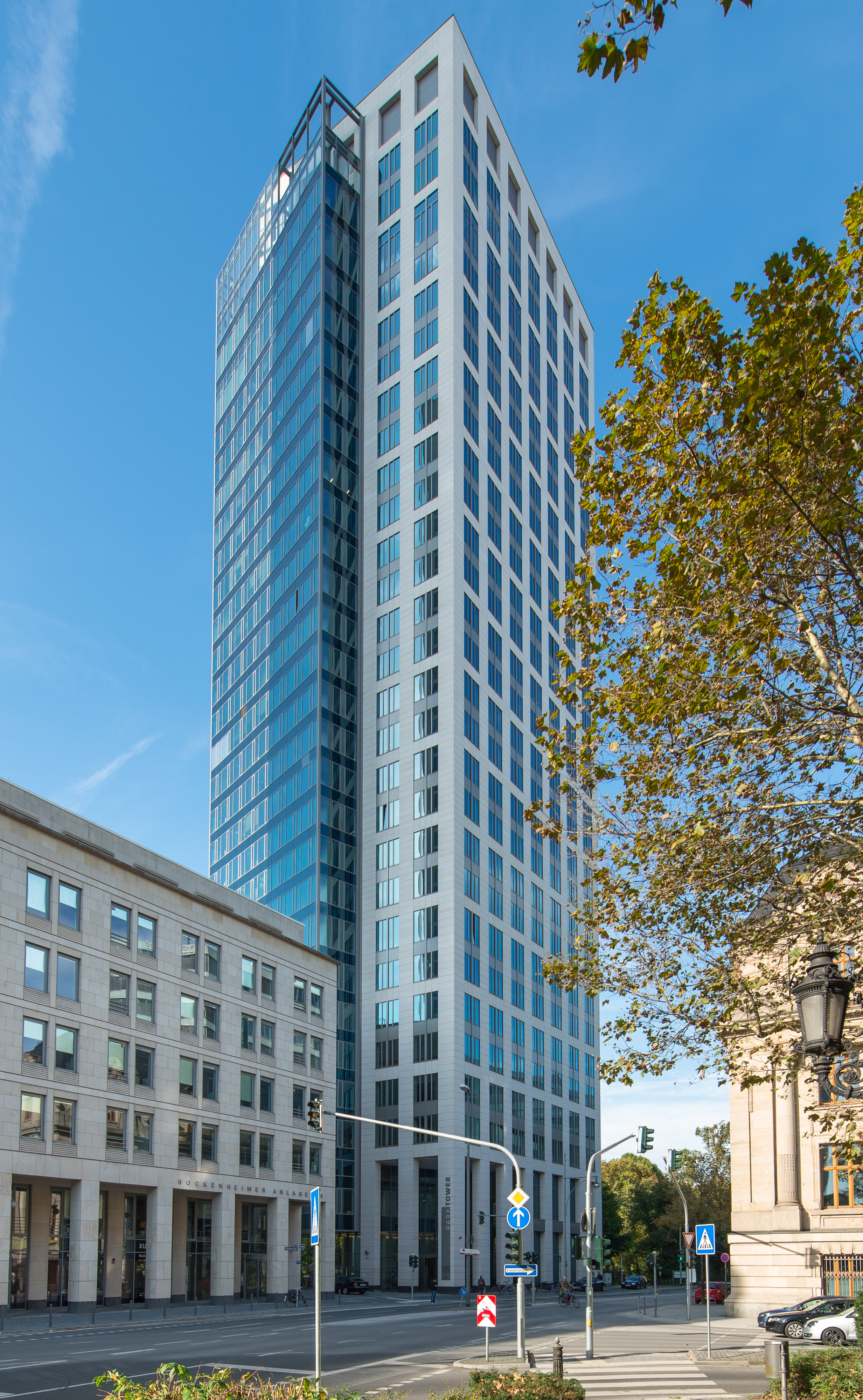
Park Tower, Sitz der Kanzlei in Frankfurt am Main

Freshfields (bis Oktober 2024 Freshfields Bruckhaus Deringer) ist eine international tätige Wirtschaftskanzlei mit Sitz in London. Die Kanzlei berät und vertritt nationale und internationale Unternehmen, Finanzinstitutionen und Regierungen. In Deutschland firmiert die Kanzlei unter dem Namen Freshfields PartG mbB.

## Größe und Verbreitung
Die Kanzlei hat über 2500 Rechtsanwälte an 26 Standorten in 17 Ländern Europas, Asiens, Nordamerikas und des Nahen Ostens und zählt am Unternehmenssitz zu den Magic Circle-Kanzleien.
In Deutschland bestehen fünf Büros in Berlin, Düsseldorf, Frankfurt am Main, Hamburg und München, die im Geschäftsjahr 2023/2024 einen Umsatz von 530,2 Mio. Euro erwirtschafteten. Damit ist Freshfields die nach Umsatz größte Kanzlei Deutschlands. Der frühere Standort Köln wurde 2016 mit dem Düsseldorfer Büro zusammengelegt. Das so entstandene „Rheinland-Büro“ befindet sich in Düsseldorf.
In Österreich gibt es ein Büro in Wien, das im Geschäftsjahr 2023/2024 einen Umsatz von 63,9 Mio. Euro erwirtschaftete.

## Arbeitsgebiete
Das Unternehmen deckt die üblichen Rechtsgebiete einer Wirtschaftskanzlei ab.

## Geschichte
In ihrer heutigen Form als internationale Großkanzlei besteht Freshfields seit dem Jahr 2000, als die Londoner Kanzlei Freshfields zunächst mit der deutschen Kanzlei Deringer Tessin Herrmann & Sedemund fusionierte, mit der sie zuvor seit 1998 in einer strategischen Allianz verbunden war, und wenige Monate später auch mit der deutsch-österreichischen Kanzlei Bruckhaus Westrick Heller Löber, die 1998 als erste grenzüberschreitende Fusion einer deutschen Anwaltskanzlei entstanden war. Der Zusammenschluss wurde Mitte 2000 bekanntgegeben und gilt in Branchenkreisen als einziger echter Erfolg unter den vielen zu dieser Zeit neu entstandenen internationalen Großkanzleien in Deutschland.
Die Unternehmensgeschichte von Freshfields reicht zurück bis ins Jahr 1743, als die Kanzlei in London gegründet wurde und Samuel Dodd als Rechtsanwalt für die Bank of England bestellt wurde, die bis heute ein Mandant der Kanzlei ist. Die Kanzlei Bruckhaus Westrick Heller Löber hat ihre frühesten Ursprünge in Hamburg (Büro seit 1840), Düsseldorf (seit 1919) und Berlin/Frankfurt (seit 1936/48). Die Sozietät Deringer Tessin Herrmann & Sedemund wurde 1962 von dem Kartellrechtler und CDU-Europapolitiker Arved Deringer (1913–2011) in Bonn gegründet. Weitere Namensgeber waren die Rechtsanwälte Claus Tessin, Hansjürgen Herrmann und Jochim Sedemund.
Freshfields hat mehr als 500 Anwälte in Deutschland, weltweit wird die Zahl der Mitarbeiter mit 4700 beziffert. In Deutschland machte Freshfields 2016 einen Umsatz von rund 370 Millionen Euro.

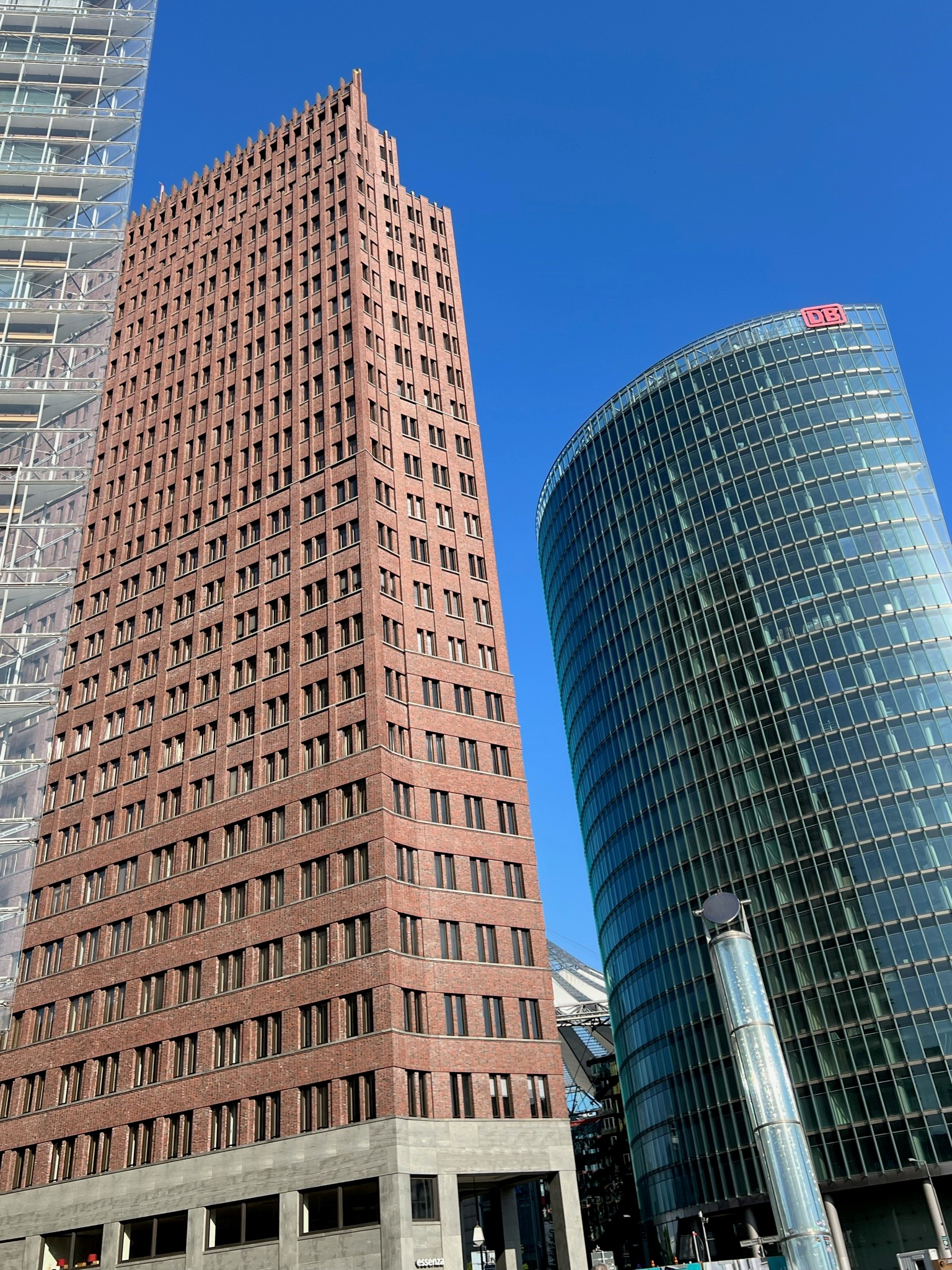
Kollhoff-Tower, Sitz der Kanzlei in Berlin

Im September 2024 kündigte die Kanzlei an, ihren Außenauftritt zu überarbeiten und künftig nur noch unter dem Namen Freshfields zu firmieren. Die Änderungen wurden im Oktober des Jahres vollzogen.

## Firmenlogo
Bis 2024 nutzte die Kanzlei einen Namensschriftzug in Form einer Wort-Bild-Marke, bestehend aus dem Firmennamen und links davor einem stilisierten Engel in einem Kreis. Der dargestellte Erzengel Michael zierte seit Mitte des 18. Jahrhunderts das Wappen der Familie Freshfield und wurde zum Firmenlogo, nachdem James William Freshfield (1775–1864) als erster der Familie zum Partner in der 1743 gegründeten Kanzlei worden war.

## Mandate

### Bundesregierung
Die Kanzlei beriet die deutsche Bundesregierung und Bundesministerien in der Vergangenheit mehrfach bei Verordnungen und Gesetzesvorhaben. Angelegenheiten, in denen die Kanzlei tätig war, sind unter anderem der Entwurf des Finanzmarktstabilisierungsgesetzes, die Formulierung der Bedingungen für den griechischen Schuldenschnitt, der Sonderfonds Finanzmarktstabilisierung (SoFFin), die Kreditanstalt für Wiederaufbau, die dem Finanzministerium unterstellt ist, wird bei den Hilfen für Griechenland von Freshfields juristisch vertreten.
Nachdem bereits bekannt war, dass die Kanzlei 1,8 Millionen Euro Beraterhonorar unter dem damaligen Finanzminister Peer Steinbrück erhalten hatte, berichtete die Bild-Zeitung am 22. Februar 2013, dass die gezahlte Summe wesentlich höher sei. So habe die Kanzlei zwischen Oktober 2008 und Oktober 2009 weitere rund 5,5 Millionen Euro für Beratungsleistungen von der Bundesanstalt für Finanzmarktstabilisierung (FMSA) erhalten, die zum Geschäftsbereich des Ministeriums gehört. Diese Summe sei nach Angaben der FSMA direkt oder indirekt von den Empfängern der SoFFin-Maßnahmen zu tragen gewesen. Für Kontroversen sorgte, dass Steinbrück im September 2011 für einen Vortrag bei der Kanzlei 15.000 Euro Honorar erhalten hatte. Er behauptete, mit den Beratungshonoraren nicht befasst gewesen zu sein.

### Deutscher Fußball-Bund
Im Zuge der Unregelmäßigkeiten bei der Vergabe der Fußball-WM 2006 wurde die Kanzlei im Oktober 2015 vom Deutschen Fußball-Bund mit der Untersuchung und rechtlichen Überprüfung des Sachverhalts und der Zahlungsflüsse beauftragt. Geleitet wurde die Untersuchung von Christian Duve. In seiner Präsentation der Ergebnisse erklärte Duve, es seien keine Beweise für Manipulationen gefunden worden, ausgeschlossen werden könnten diese jedoch auch nicht.

### Cum-Ex-Skandal
Laut einem Bericht des Spiegel von November 2016 beriet Freshfields die Banken Macquarie, Fortis, Barclays und Maple Bank (letztere mittlerweile insolvent) bei umstrittenen Dividendengeschäften, sogenannter Cum-Ex-Geschäfte, auf der Basis von Gutachten des Partners Ulf Johannemann, damals Steuer-Chef der Anwaltskanzlei Freshfields Bruckhaus Deringer in Frankfurt. Dabei soll der deutsche Fiskus durch komplizierte Aktientransaktionen rund um den Dividendenstichtag veranlasst worden sein, einmal gezahlte Kapitalertragsteuer auf Dividenden mehrfach zu erstatten. Dadurch entstand ein Steuerschaden in zweistelliger Milliardenhöhe. Hierzu wurde ein Untersuchungsausschuss des Bundestags eingerichtet, der auch die Rolle von Freshfields bei Cum-Ex-Geschäften untersucht. Der Ausschuss beantragte im November 2016 beim Ermittlungsrichter des Bundesgerichtshofs die Durchsuchung der Freshfields-Geschäftsräume und die Beschlagnahme von Beweisunterlagen. Dieser Antrag wurde zunächst abgelehnt: Die Antragsteller hätten nicht hinreichend dargetan, dass die Beweismittel für die Untersuchung von Bedeutung sein könnten. Später wurden die Räume der Kanzlei insgesamt viermal auf Veranlassung der Staatsanwaltschaft durchsucht, zuletzt am 16. September 2021.
Im August 2019 einigte sich Freshfields mit dem Insolvenzverwalter der Maple Bank auf einen Schadensersatz in Höhe von 50 Millionen Euro.
Am 22. November 2019 beantragte die Generalstaatsanwaltschaft Frankfurt am Main für den früheren Steuer-Chef der Frankfurter Freshfields-Filiale einen Haftbefehl wegen Beihilfe zur Steuerhinterziehung. Noch am selben Tag nahmen Beamte des Bundeskriminalamts Ulf Johannemann fest und führten ihn einer Haftrichterin vor, die Untersuchungshaft anordnete. Im Dezember 2019 wurde auch Wolfgang Schuck, der ehemalige Deutschland-Chef der Maple Bank, und ein weiterer deutscher Top-Manager der Bank verhaftet. Kurz vor Weihnachten 2019 erhob die Generalstaatsanwaltschaft Frankfurt Anklage gegen Johannemann, der als Schlüsselfigur in dem möglicherweise größten Steuerskandal in der Geschichte der Bundesrepublik Deutschland gilt. Er wurde gleichzeitig aus der Untersuchungshaft entlassen.
Wolfgang Schuck und weitere Banker wurden 2022 im ersten Strafprozess um die Geschäfte des Bankhauses zu langjährigen Freiheitsstrafen verurteilt. Aus diesem Verfahren blieb der Satz des Strafverteidigers Alfred Dierlamm im Gedächtnis: „Ohne Freshfields säßen wir nicht hier.“ Kurz vor Weihnachten 2023 legte Ulf Johannemann, der vor seiner Verhaftung einer der einflussreichsten Steuerrechtler Deutschlands gewesen war, vor der 24. Großen Strafkammer des Landgerichts Frankfurt am Main ein umfassendes Geständnis ab, nachdem das Gericht zwei Wochen zuvor bereits signalisiert hatte, dass es die Vorwürfe im Wesentlichen bestätigt sieht. Die Kanzlei Freshfields Bruckhaus Deringer selbst war nicht an dem Verfahren beteiligt, zahlte aber auf freiwilliger Basis 10 Millionen Euro an die hessische Finanzverwaltung. Am 30. Januar 2024 verurteilte das Landgericht Frankfurt Ulf Johannemann zu einer Freiheitsstrafe von drei Jahren und sechs Monaten.
Beobachter und Ermittler gehen davon aus, dass Freshfields „wie kaum eine andere Kanzlei“ deutsche und ausländische Banken und Investmentfirmen dabei unterstützt hat, „den Staat auszunehmen“.

### Umgehung der EEG-Umlage
Freshfields hat Unternehmen dabei beraten, die EEG-Umlage zu umgehen.